# 小梨氏 (安芸国)
小梨氏（おなしし、おなしうじ）は、日本の氏族。鎌倉幕府の功臣・土肥実平の後裔、竹原小早川氏の庶流一族である。

## 出自
桓武平氏平良文の流れを汲む相模国土肥郷を発祥とする土肥氏の一族で、土肥実平の子・遠平が安芸国沼田荘（広島県三原市）地頭職に補任され、養子・景平がこれを継ぎ小早川氏を称した。その孫・景平が竹原荘を分与され竹原小早川氏が分立し代々続いていくこととなるが、その竹原小早川氏の庶子が、安芸国梨子羽郷小梨子村（広島県竹原市小梨町）を所領として与えられ、この地名をとって小梨氏（小梨子氏とも表記）を称したことに始まり、竹原小早川氏第11代当主・弘景が嫡子・弘平へ宛てた置文の中でも、『越中、小梨子、草井、包久は一家一族で別分の所領をもつ庶子家であるから、これらの家とは決して仲たがいをせず、よくよく目をかけること。』と述べられている。

## 戦国時代
永禄2年（1559年）の竹原小早川家の座配書立では上座最上位の1人として小梨殿の名がみえ、竹原小早川家と沼田小早川家の両家が統合されたあとの天正年間の座配書立でも上座最上位から数えて4番～8番目に名が記されている。また、別の史料によると小早川隆景の家老16人につぐ家老並8人の中に小梨式部少輔の名がみえることから、小早川隆景の時代の小早川家中でも重きをなしたものと考えられる。

## 水野将監と小梨将監
文政8年（1825年）、頼杏坪によってに編纂された広島藩領の地誌『芸藩通志』によると、小梨城（広島県竹原市小梨町）は水野将監が所居したところで、一説によると小梨将監とも称したと伝わっている。

## 関連史料
- 『大日本古文書 家わけ第十一 小早川家文書』 東京大学史料編纂所
- 『芸藩通志』 芸備郷土誌刊行会